# Jean-Marie Paupert
 (septembre 2016).
Si vous disposez d'ouvrages ou d'articles de référence ou si vous connaissez des sites web de qualité traitant du thème abordé ici, merci de compléter l'article en donnant les références utiles à sa vérifiabilité et en les liant à la section « Notes et références ».
Jean-Marie Paupert est un écrivain français né à Châlons-sur-Marne le 19 octobre 1927 et mort le 24 juin 2010 à Paris.

## Biographie
Jean-Marie Paupert est né à Chalons-sur-Marne dans une famille nombreuse. Son père, Henri, est cheminot à la SNCF. Après des études à Chalons, Jean-Marie Paupert se sent appelé à la vocation religieuse. Il devient novice chez les Dominicains du Saulchoir. Il poursuit des études de théologie à Rome, à l'Angelicum.
Il quitte les Dominicains et poursuit ses études à la Sorbonne. Il se marie avec Catherine Dimier et aura cinq enfants.
Après deux ans dans l'enseignement, il commence en 1955 une double carrière :
- L'une dans l'édition : il est secrétaire général des collections religieuses chez Fayard (alors Librairie Arthème-Fayard) et dirige notamment la collection ce que je sais - ce que je crois. Il est alors proche de l'académicien Daniel-Rops ;
- L'autre dans l'industrie pétrolière. Il sera notamment directeur de la publicité chez Total[2].

À partir de 1961, il écrit plusieurs romans et essais. 
L’Académie française lui décerne le prix Henri-Dumarest en 1962 pour l'ensemble de son œuvre.
Catholique, il est d'abord progressiste et marqué à gauche, proche du père Marie-Dominique Chenu. Enthousiasmé par le concile Vatican II, il publie par exemple en 1967 un ouvrage Vieillards de chrétienté et chrétiens de l’an 2000 où il s'attaque avec virulence aux conservatismes de l'Église. À la fin des années 70, il bascule dans le traditionalisme et se montre très critique avec ses positions précédentes, comme il l'explique dans son ouvrage publié en 1979 Péril en la demeure.
Il devient chroniqueur à la revue La Nef à partir de 1990.
En 1999, il signe pour s'opposer à la guerre en Serbie la pétition « Les Européens veulent la paix », initiée par le collectif Non à la guerre.
Parmi ses ouvrages marquants : Les Mères Patries. Jérusalem, Athènes et Rome (1982), primé par l'Académie française en 1983 (prix Broquette-Gonin) et Les chrétiens de la déchirure (1989).

## Ouvrages
- Quelle est donc cette bonne nouvelle ? (essai sur l’Évangile, 1961),
- Pour une politique évangélique (1965),
- Peut-on être chrétien aujourd’hui ? (1966),
- Vieillards de chrétienté et chrétiens de l’an 2000 (1967),
- Taizé et l’Eglise de demain (1967),
- Contrôle des naissances et théologie, le dossier de Rome (1967),
- De Gaulle est-il chrétien ? (1969),
- Thomas (1970),
- Mère Angoisse (1973),
- Péril en la demeure (1979),
- les Mères patries (1982),
- France, tu veux crever ? (1986),
- les Chrétiens de la déchirure (1989),
- Quelle religion pour l’Europe ? (en coll., 1990),
- Lettre ouverte en recours à sa Sainteté le pape Jean-Paul II (1994),
- Eros et Thanatos (1995),
- Libres humeurs (1999),
- PPC ou la Passion (2000),
- Credo ou : ce que je crois (2002).